# Donor elektrona
Donor elektrona je hemijski entitet koji donira elektrone drugim jedinjenjima. On je redukujući agens koji se doniranjem elektrona oksiduje.
Tipični redukujući agensi podležu permanentnim hemijskim promenama putem kovalentne ili jonske hemije. Rezultat je kompletni i nepovratni transfer jednog ili više elektrona. U mnogim hemijskim situacijama, međutim, moguć je frakcioni transfer elektronskog naelektrisanja na akceptor elektrona. Drugim rečima elektron se ne prenosi potpuno nego dolazi do elektronske rezonancije između donora i akceptora. To dovodi do formiranja kompleksa prenos naelektrisanja u kome komponente uglavnom zadržavaju svoj hemijski identitet.
Sposobnost doniranja elektrona donorskog molekula se meri njegovim jonizacionim potencijalom, koji je energija potrebna za uklanjanje elektrona sa najviše okupirane molekulske orbitale.
Sveukupni energetski balans (ΔE), i.e., stečena ili izgubljena energija, tokom elektronskog transfera sa donora na akceptor je određena razlikom između akceptorskog elektronskog afiniteta (A) i jonizacionog potencijala (I):
{\displaystyle {\Delta }E=A-I\,}
U hemiji, klasa elektronskih donora koja donira par elektrona kojim se formira kovalentna veza sa elektron akceptorskim molekulom, je poznata kao Luisova baza. Ovaj fenomen je osnova hemije Luisovih kiselina i baza. Pokretačka snaga ponašanja elektronskih donatora i akceptora je zasnovana na konceptu elektropozitivnosti (za donore) i elektronegativnosti (za akceptore) atomskih ili molekulskih entiteta.

## Literatura
- Jensen, W.B. (1980). The Lewis acid-base concepts : an overview. New York: Wiley. ISBN 978-0-471-03902-0.

## Spoljašnje veze
- Elektronski donor Архивирано на веб-сајту  (23. септембар 2006)